# Mollicoccus guadalcanalanus
Mollicoccus guadalcanalanus är en insektsart som beskrevs av Williams 1960. Mollicoccus guadalcanalanus ingår i släktet Mollicoccus och familjen ullsköldlöss. Inga underarter finns listade i Catalogue of Life.